# Eidmanacris septentrionalis
Eidmanacris septentrionalis är en insektsart som beskrevs av Desutter-grandcolas 1995. Eidmanacris septentrionalis ingår i släktet Eidmanacris och familjen syrsor. Inga underarter finns listade i Catalogue of Life.